# Kepler-42
Kepler-42 (auch KOI-961) ist ein Roter Zwerg im Sternbild Schwan, der etwa 130 Lichtjahre von der Sonne entfernt ist. Der Stern besitzt ein Planetensystem mit drei bekannten Exoplaneten.

## Eigenschaften
Kepler-42 weist nur etwa 13 % der Sonnenmasse und etwa 17 % des Sonnenradius auf. Er ist damit etwas kleiner und masseärmer als Barnards Pfeilstern, der zu den nächsten Nachbarn der Sonne zählt. Wie dieser hat Kepler-42 auch eine hohe Eigenbewegung. Seine Metallizität beträgt etwa ein Drittel der Sonne.

## Planetensystem

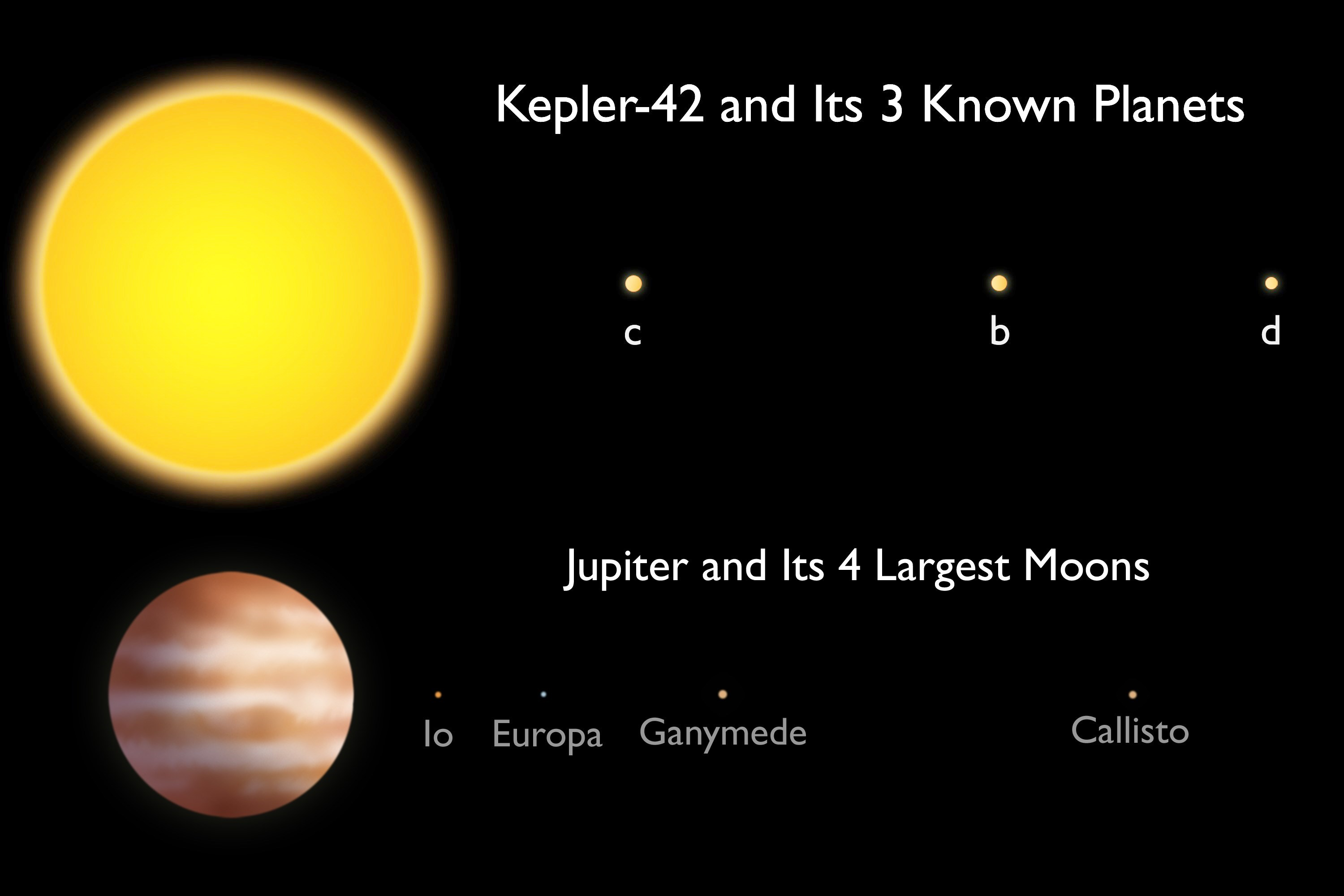
Vergleich von Kepler-42 (mit den drei Planeten) und Jupiter (mit den Galileischen Monden)

Durch das Weltraumteleskop Kepler konnten mittels der Transitmethode drei Planeten nachgewiesen werden, die den Stern umkreisen. Die Entdeckung wurde im Januar 2012 bekanntgegeben.
Alle drei Planeten haben einen geringeren Radius als die Erde und gehören zu den kleinsten bis Anfang 2012 entdeckten Exoplaneten. Der äußerste Planet Kepler-42d hat einen Radius etwas größer als Mars im Sonnensystem. Die Planeten umkreisen ihren Zentralstern in sehr geringer Entfernung und innerhalb sehr kurzer Zeit. So benötigt der innerste Planet Kepler-42c weniger als einen halben Erdtag für eine Umkreisung des Sterns. Bei allen Planeten handelt es sich wahrscheinlich um Gesteinsplaneten, die jedoch wegen ihrer sternnahen Umlaufbahnen viel zu heiß sind und sich damit außerhalb der  habitablen Zone von Kepler-42 befinden.
Das Planetensystem von Kepler-42 ähnelt von seinem Aufbau her dem Planeten Jupiter und seinen vier großen Monden Io, Europa, Ganymed, und Kallisto. Zum Zeitpunkt seiner Entdeckung war es das kompakteste bekannte Planetensystem überhaupt.
| Planet (nach Entfernung vom Stern) | Entdeckung (Jahr) | Radius (in {\displaystyle R_{\oplus }}) | Umlaufzeit (in Tagen)   | Große Halbachse (in AE) |
| ---------------------------------- | ----------------- | --------------------------------------- | ----------------------- | ----------------------- |
| Kepler-42c                         | 2012              | 0,73 ± 0,20                             | 0,45328509 ± 0,00000097 | 0,0060                  |
| Kepler-42b                         | 2012              | 0,78 ± 0,22                             | 1,2137672 ± 0,0000046   | 0,0116                  |
| Kepler-42d                         | 2012              | 0,57 ± 0,18                             | 1,865169 ± 0,000014     | 0,0154                  |